# Заїка Олексій Григорович
Олексі́й Григо́рович Заї́ка (нар. 24 лютого 1992, Запоріжжя — пом. 4 липня 2014, Новоселівка Перша, Донецька область) — старший солдат 93-ї окремої механізованої бригади Збройних сил України, учасник російсько-української війни.

## Життєпис
Народився 1992 року в місті Запоріжжя. Здобув середню освіту в запорізькій ЗОШ № 95; пішов в армію, служив у Білгород-Дністровському в саперно-інженерних військах. По закінченні служби шукав роботу, працював в магазині «Комп'ютерний Всесвіт», по тому — у ПАТ «Мотор Січ», вивчав юриспруденцію в одному з запорізьких вищих навчальних закладів.
Був мобілізований 2 квітня 2014 року. Старший солдат, гранатометник 93-ї окремої механізованої бригади.
4 липня 2014 року загинув під час нічної танкової атаки бойовиків на блокпост № 10, біля села Новоселівка Перша, на повороті на Уманське, у Ясинуватському районі Донецької області. Бійці 93-ї бригади зайняли оборону і прийняли бій. Внаслідок терористичного нападу загинули 7 захисників — підполковник Володимир Мамадалієв, молодший сержант Олексій Заїка, старші солдати Андрій Крилов, Руслан Рущак, Олександр Савенков, Дмитро Чабанов та Дмитро Шевченко, ще 6 дістали поранень.
Похований в Запоріжжі в Шевченківському районі на Капустяному кладовищі (на початку кладовища по ліву сторону від центральної алеї) .
Без Олексія лишились батьки і брат.

## Нагороди та вшанування

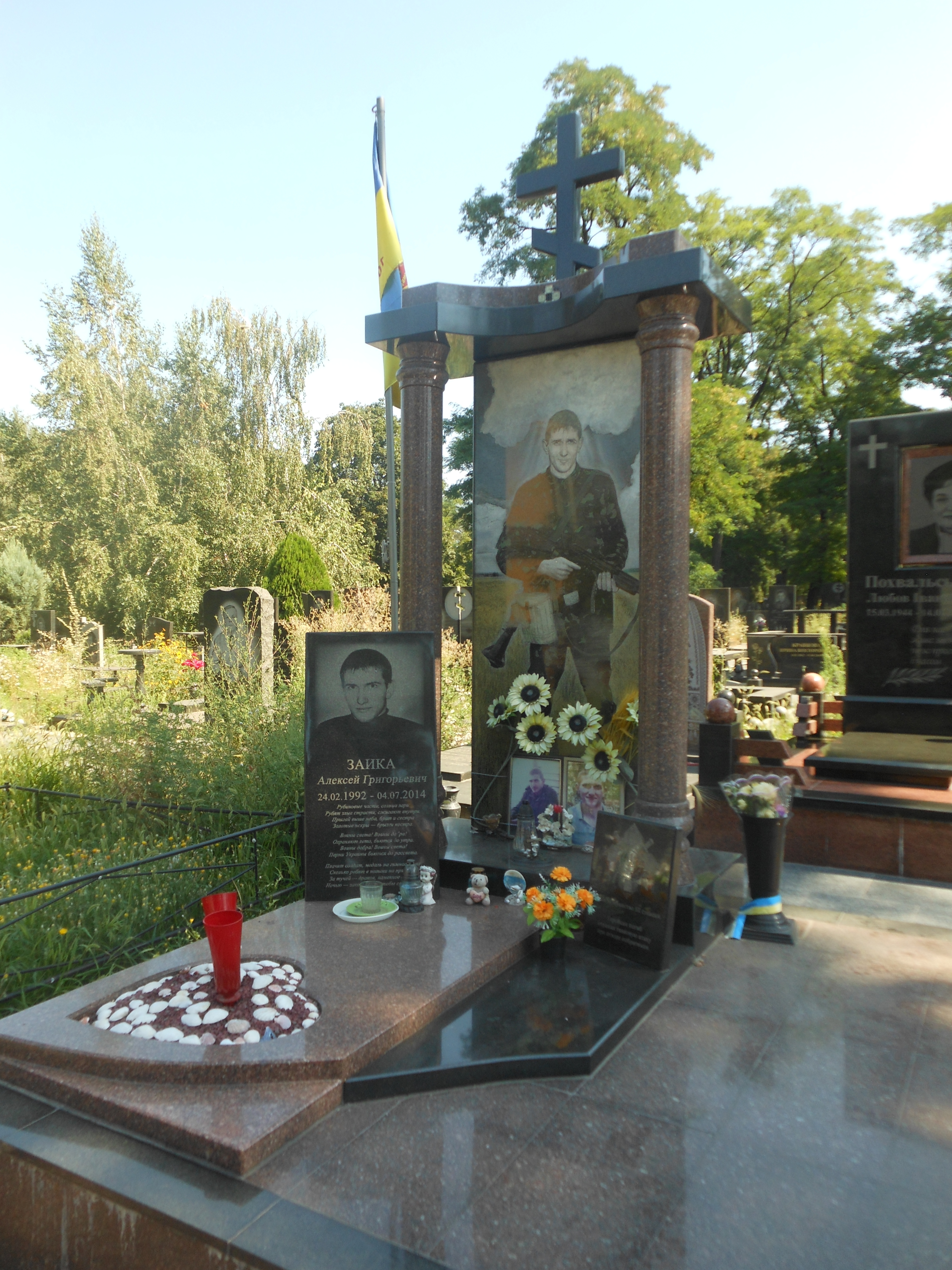
Могила Заїки Олексія у Запоріжжі на Капустяному кладовищі (2020)

- 2 серпня 2014 року — за особисту мужність і героїзм, виявлені у захисті державного суверенітету та територіальної цілісності України, вірність військовій присязі під час російсько-української війни, відзначений — нагороджений орденом «За мужність» III ступеня (посмертно).
- в Запоріжжі встановили дошку з іменами полеглих військовослужбовців 93-ї бригади на одному з будинків, що розташований на вулиці, названій на їх честь — «Героїв 93-ї бригади».
- На місці знищеного українського блокпосту біля смт Новоселівка встановлено пам'ятний хрест.
- 19 травня 2016 року на фасаді Запорізької ЗОШ № 95 відкрито меморіальну дошку Олексію Заїці.